# Torre Bismarck
Las Torres Bismarck (en alemán: Bismarcktürme) son un tipo único de monumentos, construidos entre 1869 y 1934 en honor al canciller alemán Otto von Bismarck. Inicialmente fueron construidas alrededor de 250 torres, de las cuales 175 siguen en pie.
La mayoría de ellas se sitúan en Europa:
- 184 en Alemania
- 40 en Polonia
- 4 en Rusia
- 3 en República Checa
- 3 en Francia
- 1 en Austria
- 1 en Dinamarca

Sin embargo, también hay cuatro de ellas presentes en distintos continentes:
- Oceanía: 1 en Papúa Nueva Guinea
- África: 1 en Camerún y 1 en Tanzania
- Sudamérica: 1 en Chile.

Las 184 torres de Alemania se situaban en los siguientes estados federados alemanes: 9 en Baden-Württemberg, 13 en Baviera, 1 en Berlín, 11 en Brandeburgo, 1 en Bremen, 1 en Hamburgo, 13 en Hesse, 4 en Mecklemburgo-Pomerania Occidental, 15 en Baja Sajonia, 31 en Renania del Norte-Westfalia, 14 en Renania-Palatinado, 23 en Sachsen, 16 en Sajonia-Anhalt, 8 en Jutlandia y 24 en Turingia.
Entre los arquitectos de estas torres se encuentran Wilhelm Kreis y Bruno Schmitz.

## Galería

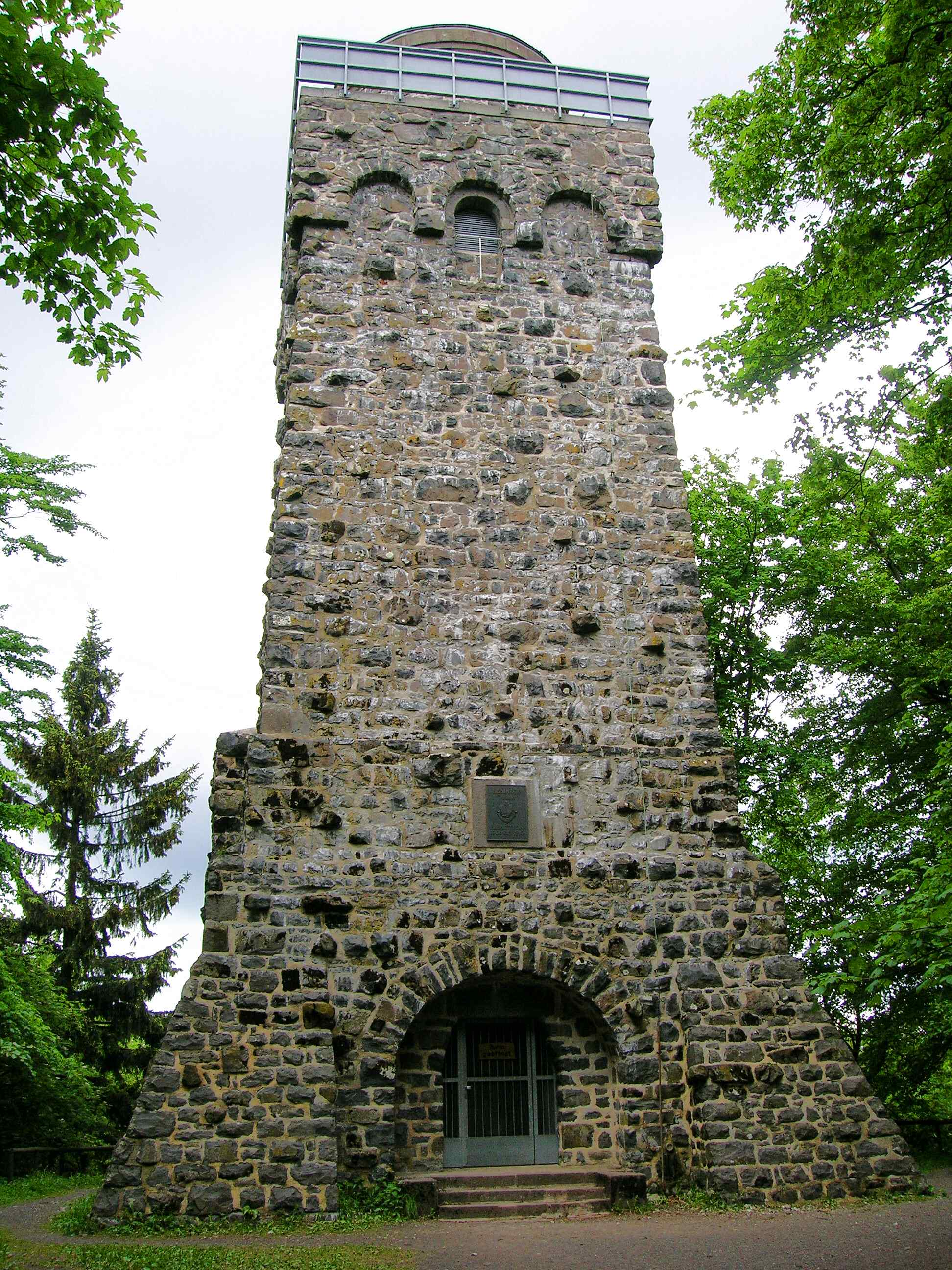
Taufstein, un monte del Vogelsberg en Hesse.
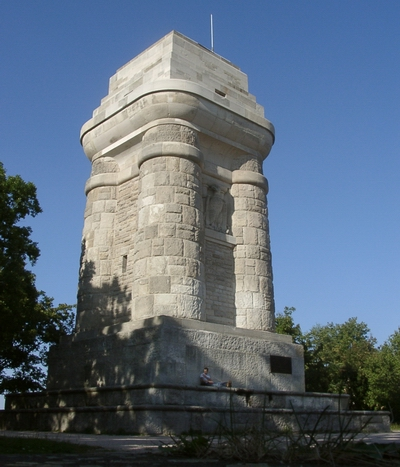
Torre Bismarck (Stuttgart), Alemania
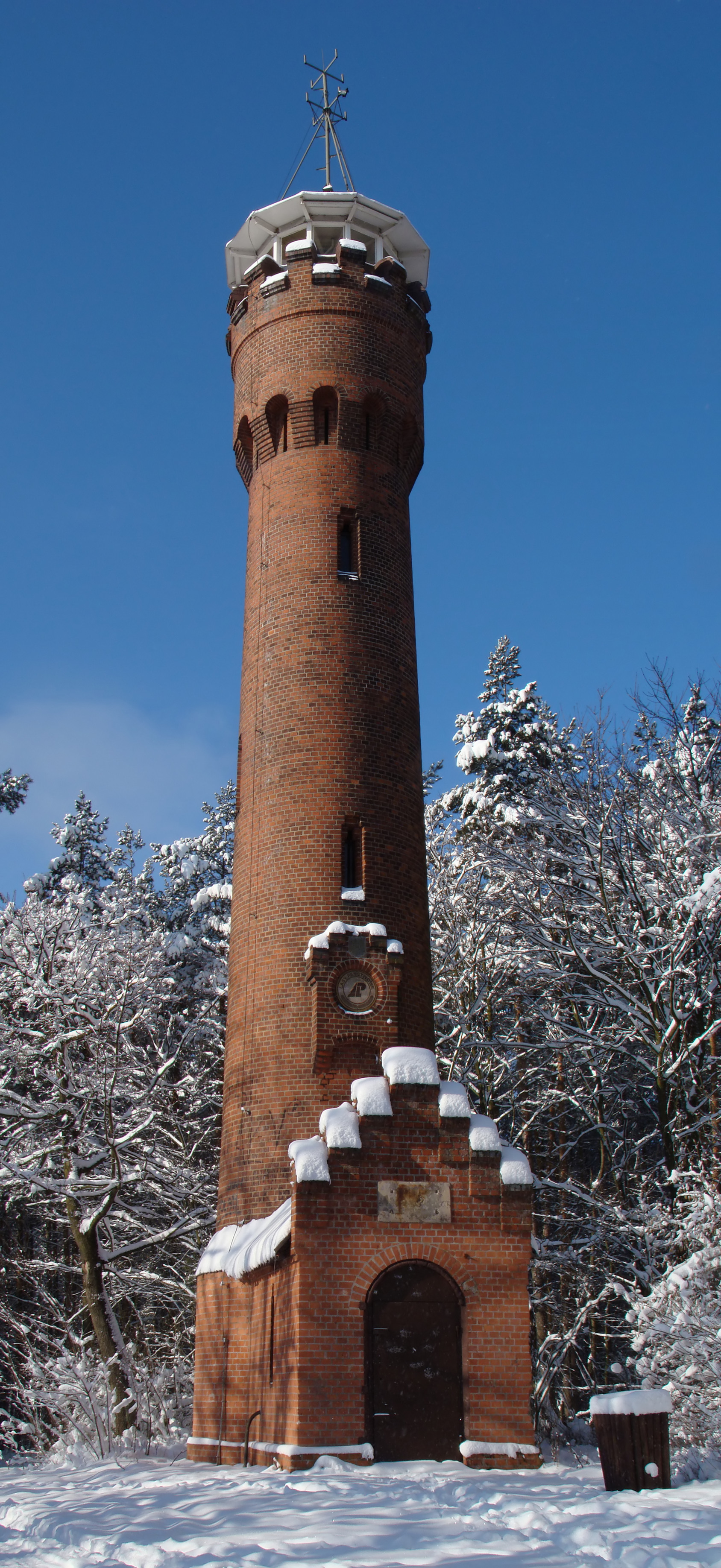
Zielona Góra (anteriormente la villa alemana de Grünberg) en Silesia.
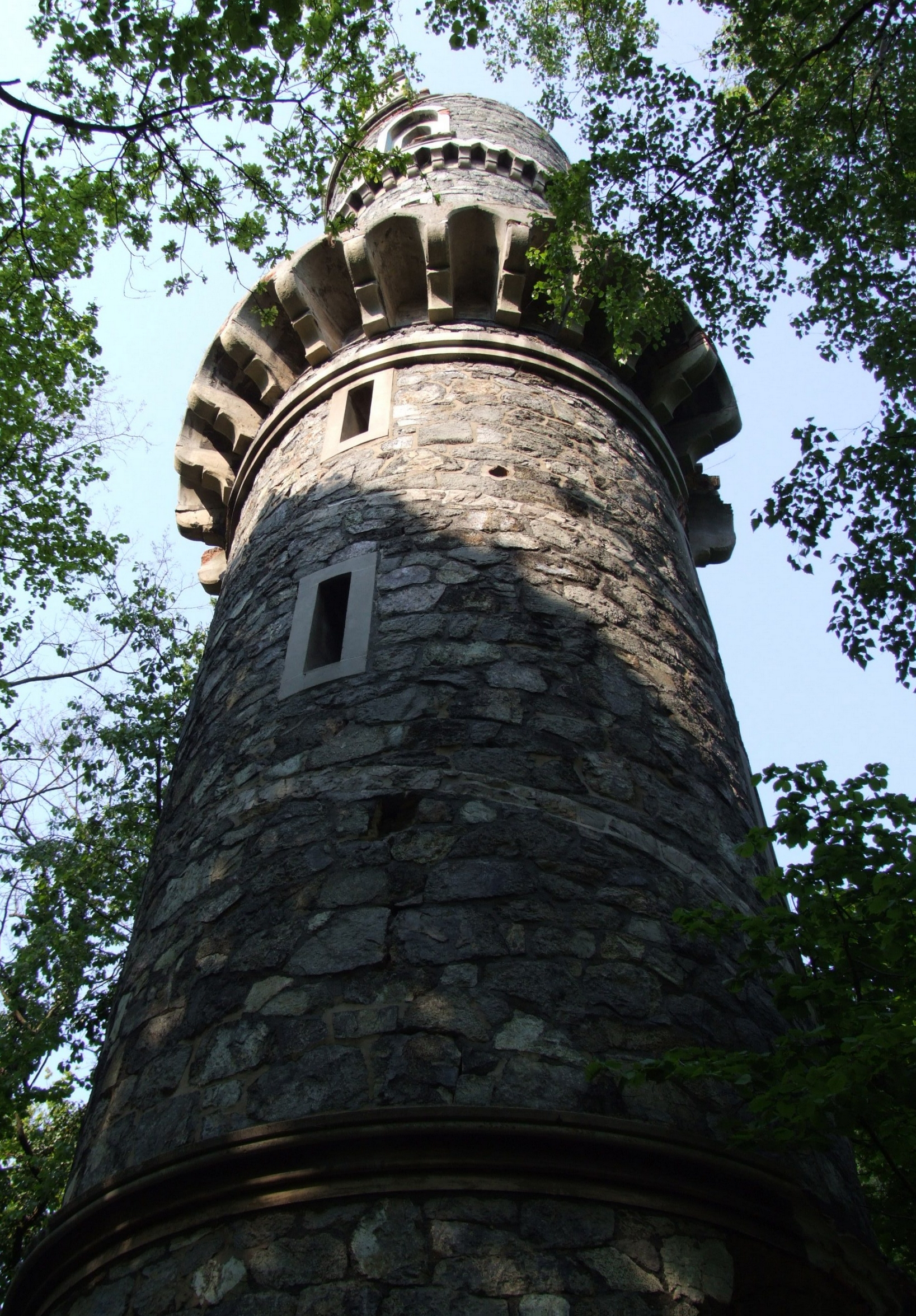
Primera torre en Ober-Johnsdorf, Silesia (ahora en Polonia).
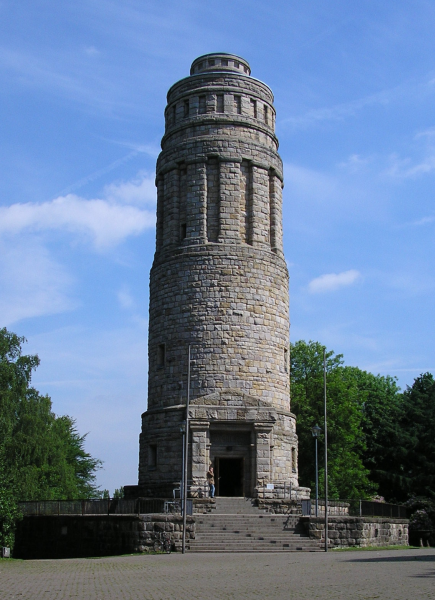
Bochum, Alemania.
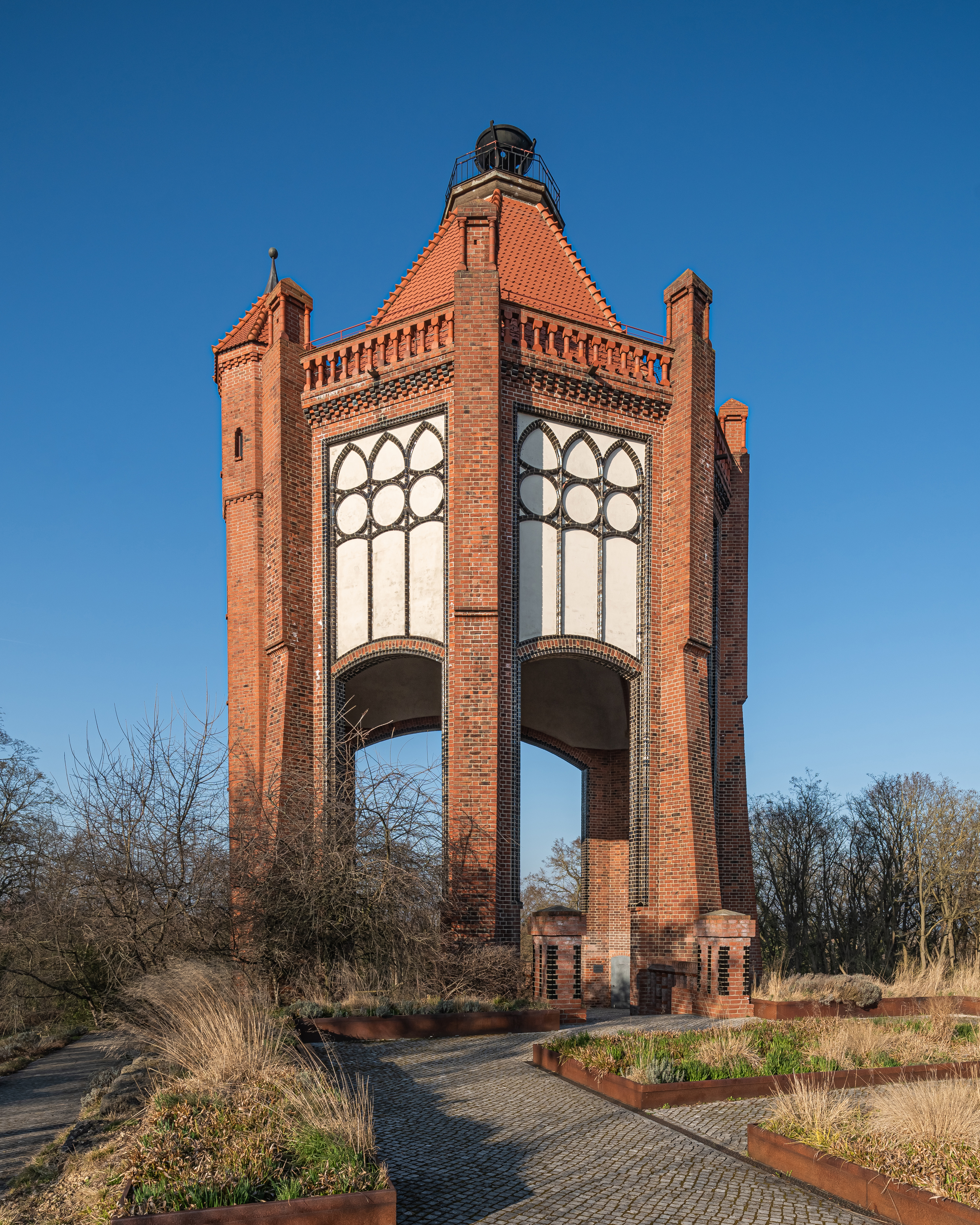
Rathenow, Alemania.
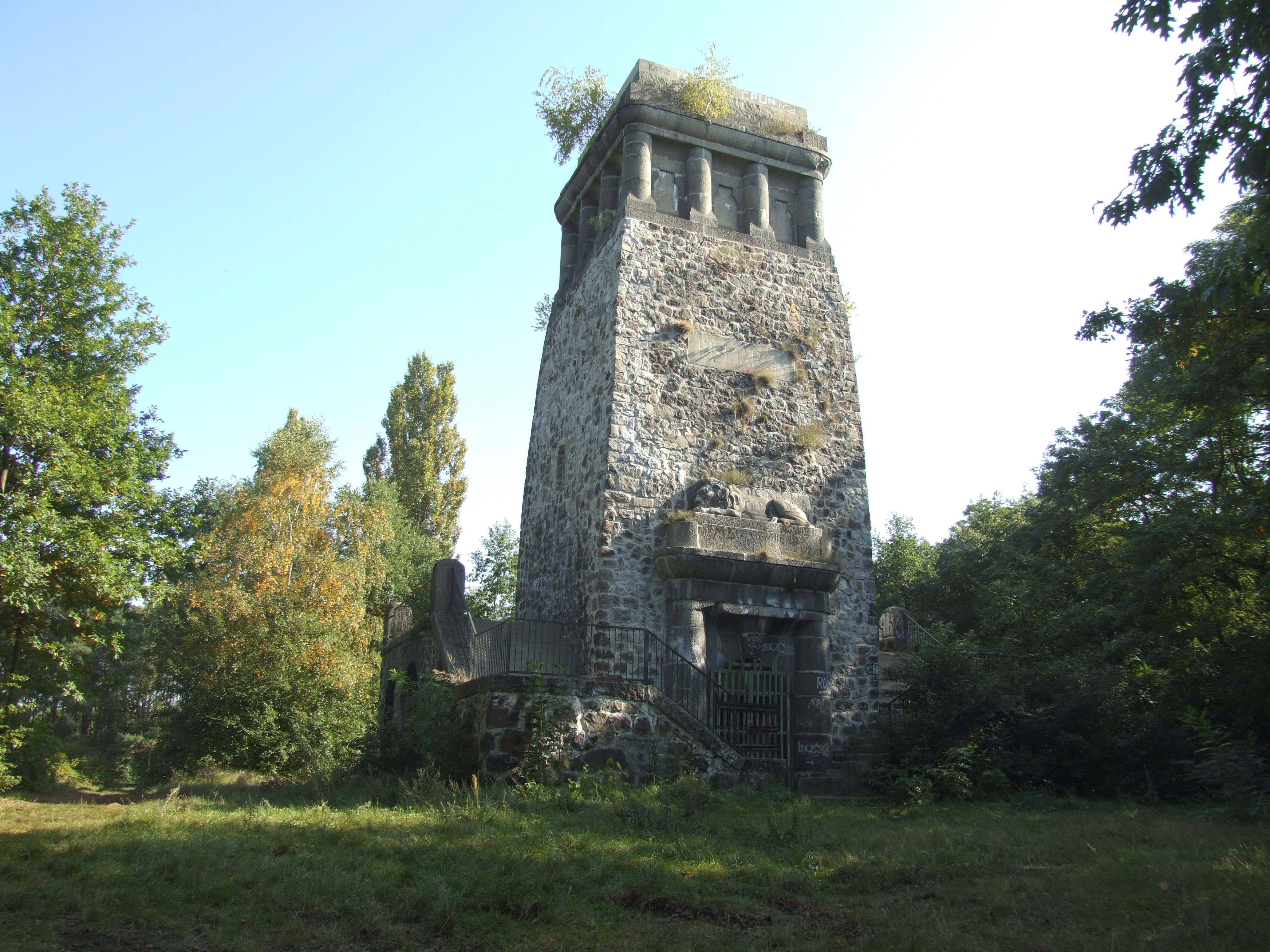
Żagań, Polonia.
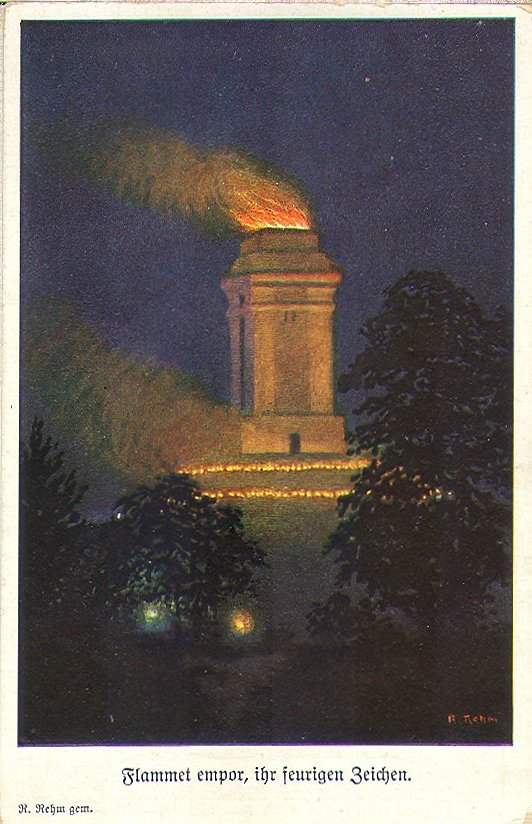
Diseño "Ocaso de los Dioses" de Wilhelm Kreis
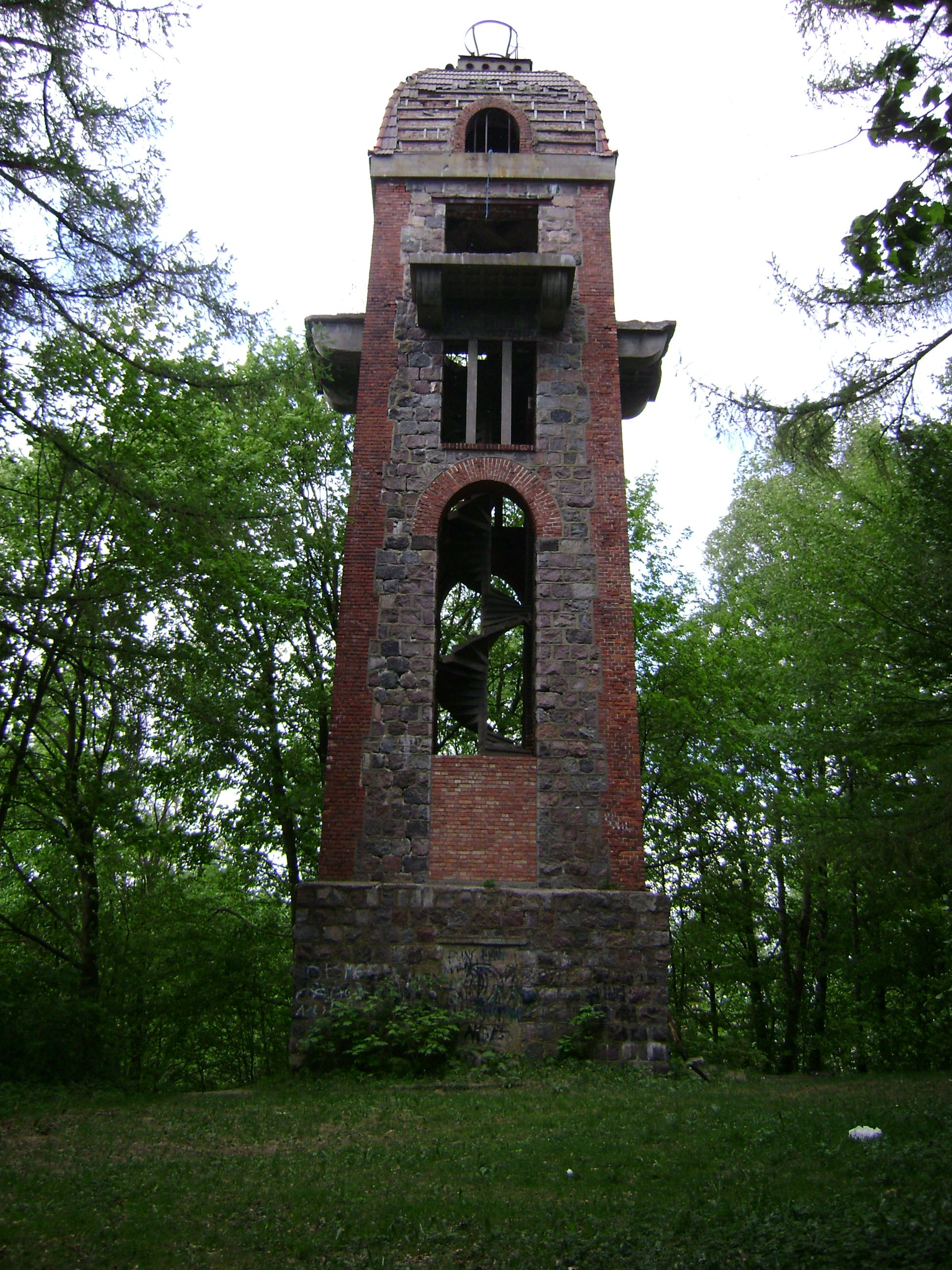
Świdwin, Polonia.
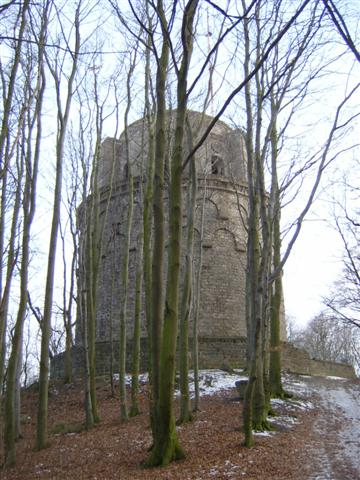
Bismarckturm Szczecin, Szczecin, Polonia.
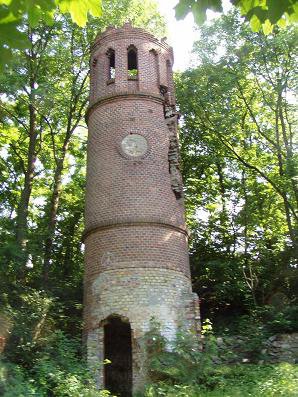
Wieleń.
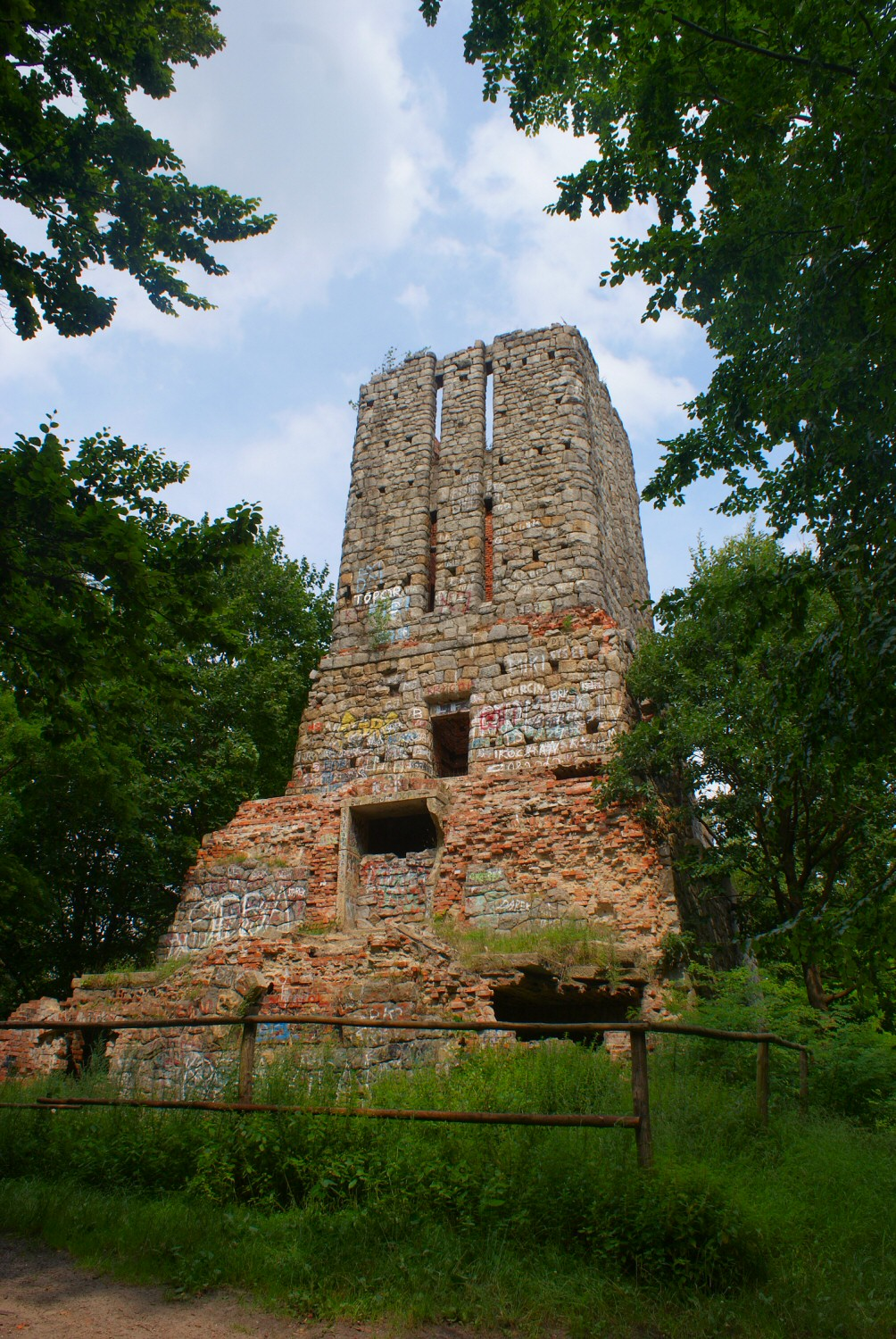
Żary, Polonia.
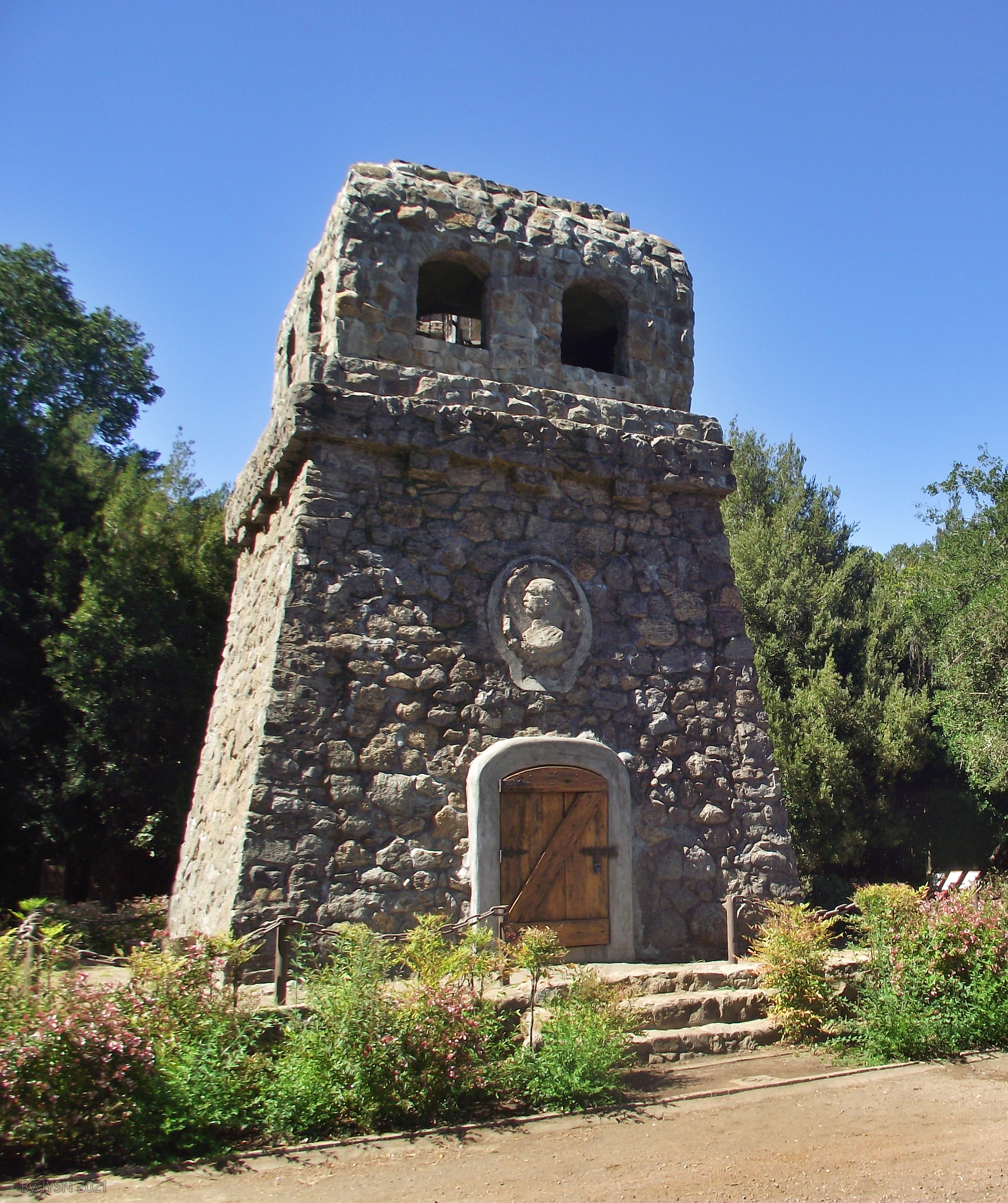
Mirador Alemán en Concepción, Chile.
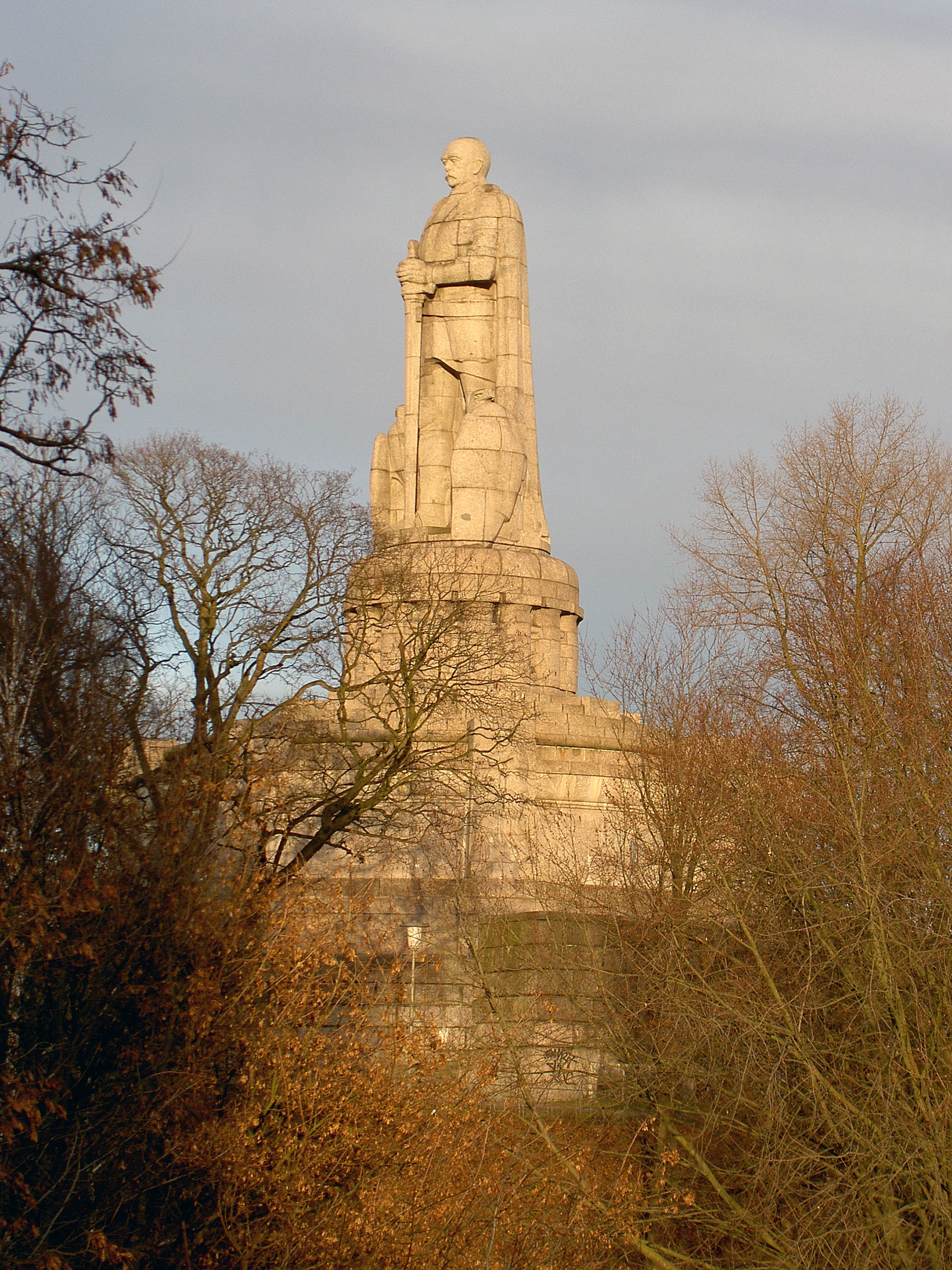
Monumento a Bismarck en Hamburgo, Hamburgo, Alemania.
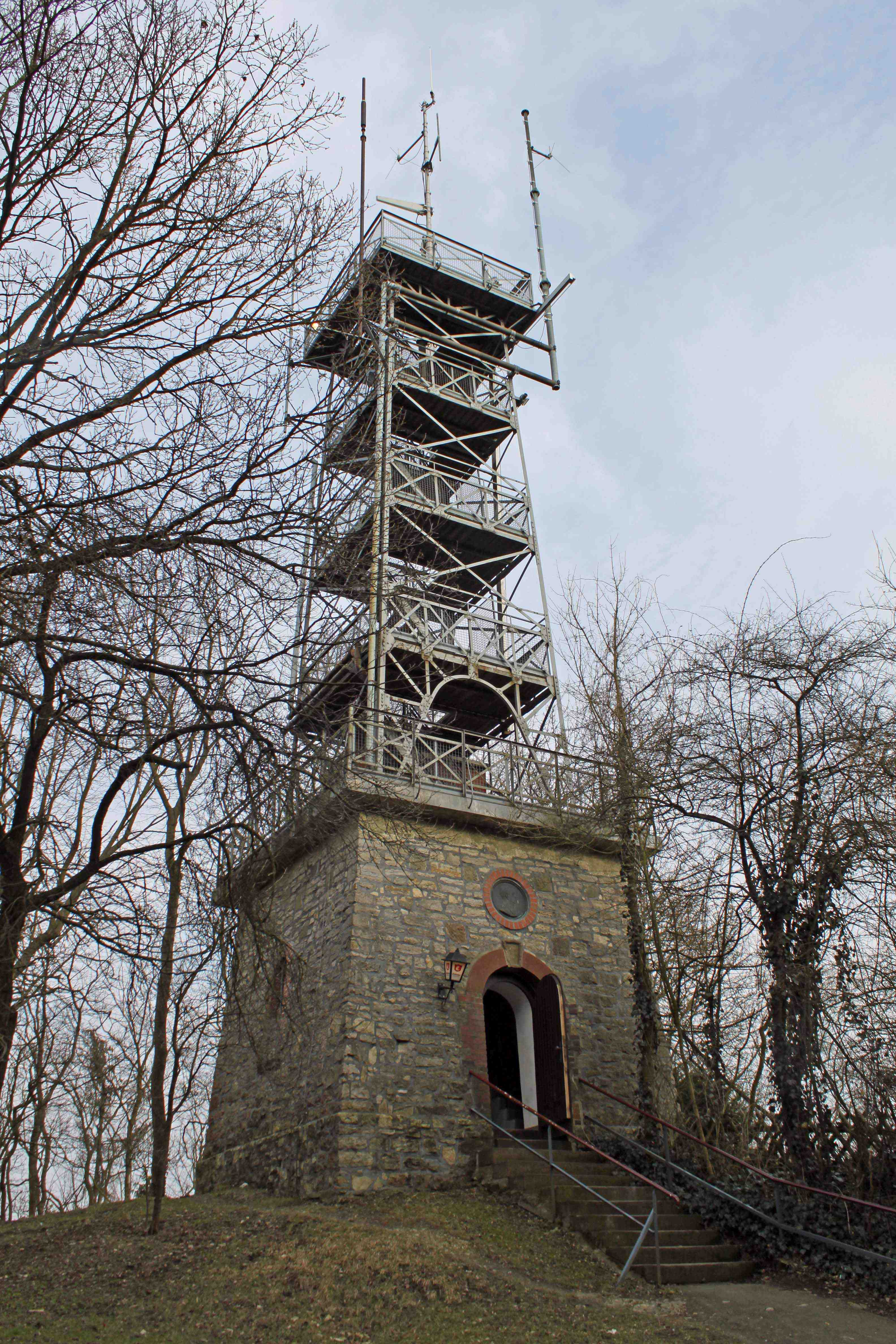
Salzgitter, Alemania.
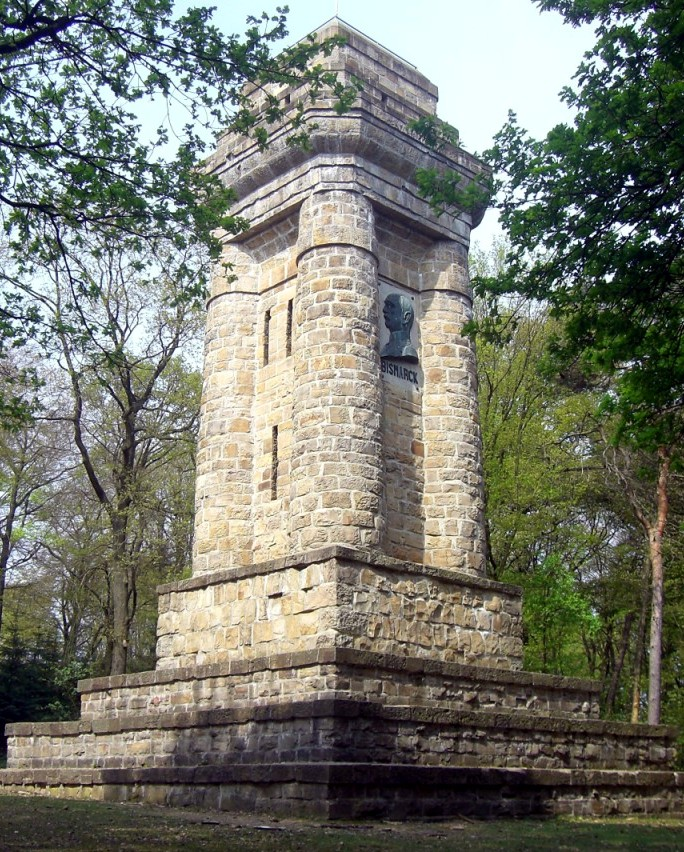
Viersen, Alemania.
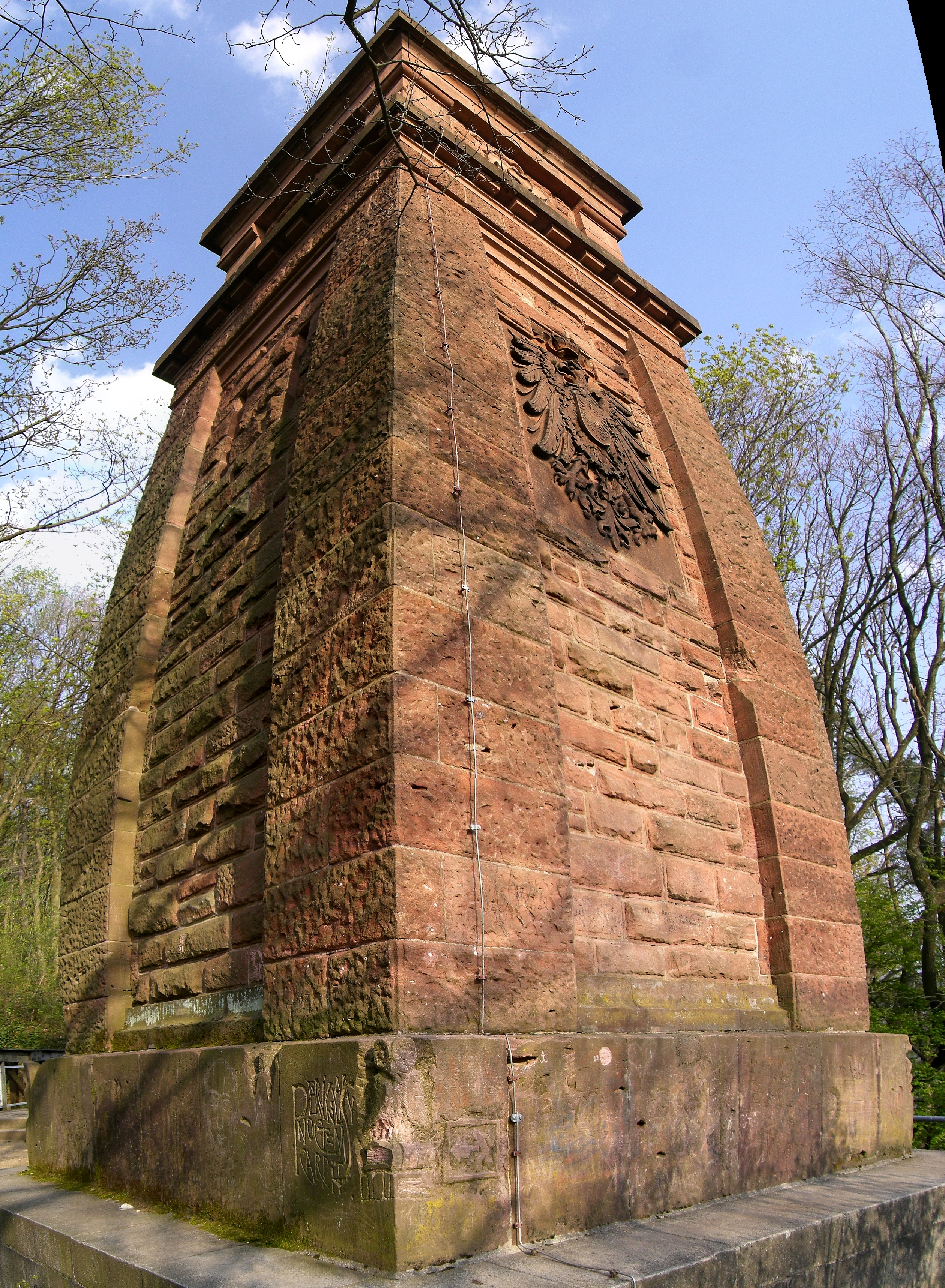
Torre Bismarck (Friburgo), Alemania.